# Mariacarla Boscono
Mariacarla Boscono (född 20 september 1980) är en italiensk fotomodell. Boscono föddes i Rom, Italien och flyttade ofta under sin uppväxttid, bland annat bodde hon i Kenya, USA och Italien. Boscono upptäcktes när hon var 17 år av en vän till familjen som var fotograf, och skrev snart modellkontrakt med DNA Model Management i New York. Boscono är gift med den italienska entreprenören Andreas Patti, och i augusti 2012 föddes deras dotter Marialucas.